# Paolo Carracci
Paolo Carracci (1568-1625) fue un pintor italiano, hermano de Ludovico Carracci, y primo de Annibale y Agostino.
Realizó un San Carlos en la iglesia de Santa Maria in Valverde, de Imola, una Adoración de los Pastores en Santa Annunziata de Bolonia, con diseño de su hermano Ludovico, o un fresco en las paredes del Oratorio de San Rocco de Bolonia (San Roque expulsado por los placentinos). Otras obras son un Niño Jesús con San Juanito y ángeles en San Columbano de Bolonia; Vera Cruz entre San Antonio y San Sebastián en la iglesia delle Putte di Santa Croce.